# Tepe Yahya
Tapeh Yahya (in persiano تپه یحیی‎) è un sito archeologico nella provincia di Kerman, Iran, a circa 220 km sud della città di Kerman, 90 km sud della città di Baft e 90 km a sud-ovest di Jiroft.

## Storia

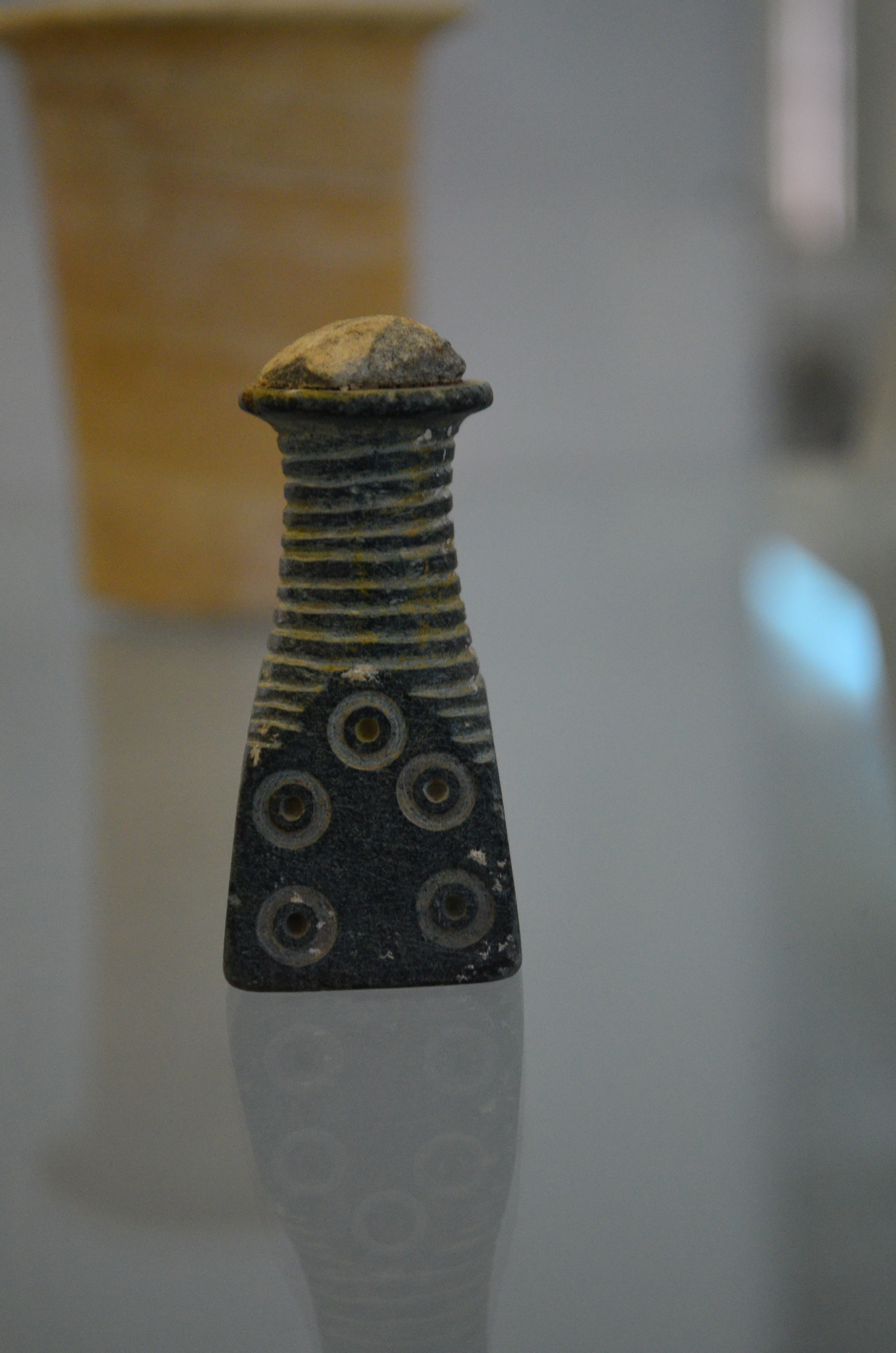
Vaso di clorite proveniente dalla provincia di Kerman, Iran. III millennio a.C. - Museo Nazionale dell'Iran

L'area fu abitata dal VI al II millennio a.C. e dal X al IV secolo a.C.

Nel III millennio a.C. la città era un centro di produzione di oggetti in pietra di clorite; questi vasi di pietra scura scolpiti sono stati trovati in antichi templi mesopotamici.
"Elaborati vasi di pietra scolpiti con disegni ripetuti, sia geometrici che naturalistici, in uno "stile interculturale" facilmente riconoscibile, erano fatti principalmente di clorite; alcuni furono prodotti nell'importante sito di Tepe Yahya (Yaḥyā) a sud-est di Kermān in la metà e la fine del III millennio a.C. Alcuni di questi vasi erano dipinti di colore naturale (verde scuro) e intarsiati con paste e conchiglie, e alcuni sono stati persino trovati con iscrizioni cuneiformi che si riferiscono a sovrani e divinità sumere conosciute. Più di 500 vasi e frammenti di vasi scolpiti in questo stile sono stati recuperati da siti che vanno dall'Uzbekistan e dalla Valle dell'Indo (ad esempio, Mohenjo-daro) a est fino a Susa e tutti i principali siti sumeri in Mesopotamia, compreso Mari, a ovest e nel Golfo Persico, in particolare Tarut e le isole Failaka, a sud."
Anche la steatite era molto comune in questo sito. Infatti, nelle vicinanze è stata scoperta una miniera di steatite. Inoltre, sono stati rinvenuti oltre mille pezzi di steatite appartenenti al periodo IVB, indice della presenza di una manifattura locale.
La distribuzione di questi vasi era molto ampia, dato che sono stati rinvenuti non solo in Mesopotamia, ma anche a Bampur IV e a Shahr-i Sokhta, nonché nei livelli inferiori a Mohenjo-daro. Ciotole di steatite con motivi simili sono state rinvenute anche sull'isola di Tarut e altre copie sono state trovate a Umm-an Nar nel Golfo Persico.
Il periodo di influenza proto-elamica durò dal 3400 al 2500 a.C. circa.

## Archeologia

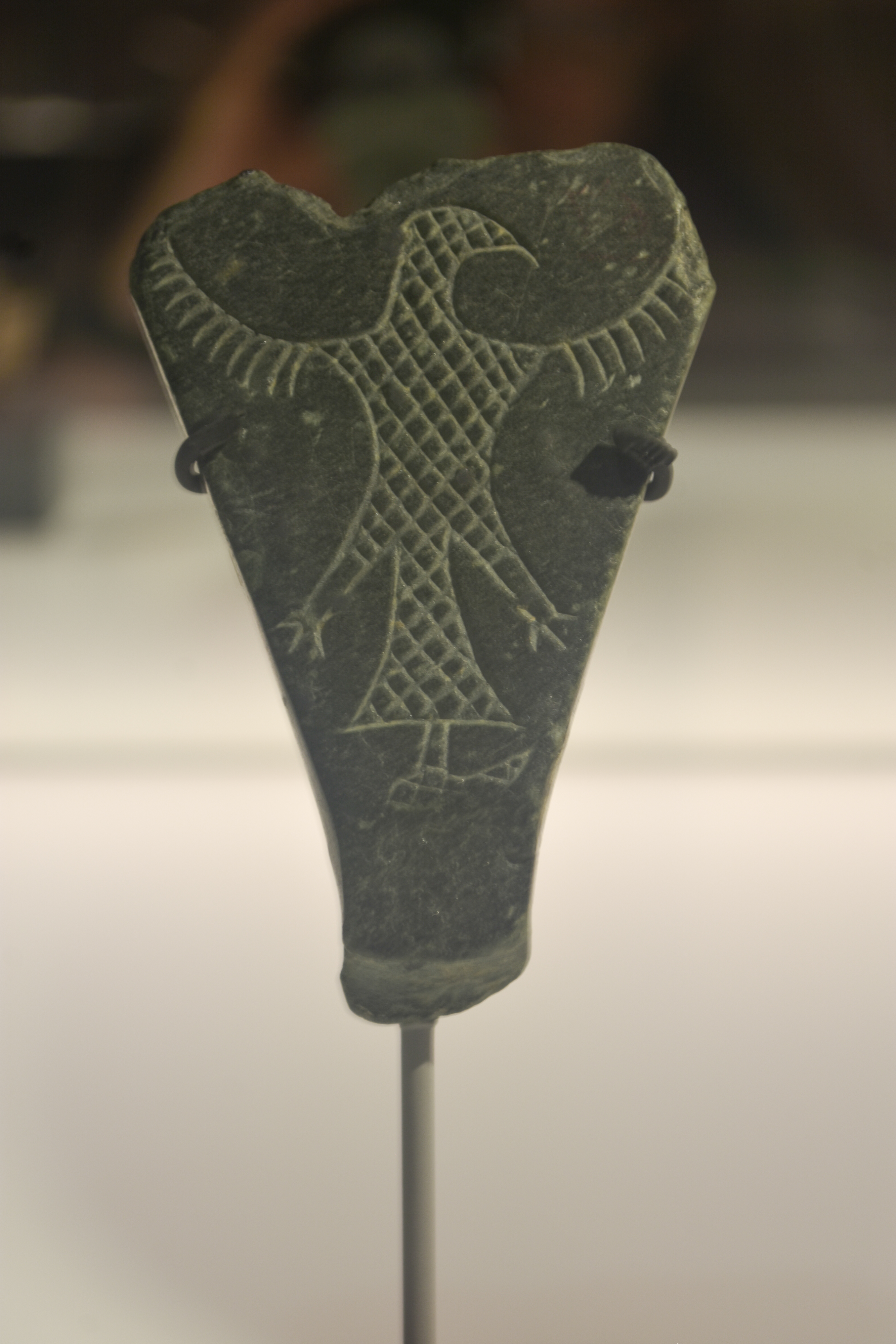
Placca di pietra con aquila incisa. Periodo Yahya VC, 4300 a.C. (età del rame).

Il sito è un tumulo circolare, alto circa 20 metri e con un diametro di circa 187 metri. È stato scavato in sei stagioni dal 1967 al 1975 dall'American School of Prehistoric Research del Museo Peabody di archeologia ed etnologia dell'Università di Harvard in un'operazione congiunta con quella che oggi è l'Università di Shiraz. La spedizione era sotto la direzione di Lamberg-Karlovsky. Jane Britton è stata una degli scavatori nel 1968.
La stratificazione del sito è la seguente:
- Periodo I Sasanide: 200 a.C.-400 d.C
- Periodo II Achemenide: 275-500 a.C.
- Periodo III Età del ferro: 500-1000 a.C
- Periodo IV A Elamico: 2200-2500 a.C
- IV B Proto-elamico: 2500-3000 a.C
- IV C Proto-elamico: 3000-3400 a.C
- Periodo V Cultura Yahya: 3400-3800 a.C
- Periodo VI ceramica grossolana-Neolitico: 3800-4500 a.C.
- Periodo VII: 4500-5500 a.C

Il periodo VI a Yahya (4500 a.C. - 3800 a.C. o forse 5000 a.C. - 4700 a.C.) è contemporaneo alla prima cultura Bakun nella provincia di Fars.

### Metallurgia
Nel periodo IVB (3100-2700 a.C.) fu ritrovato un pugnale rame-bronzo contenente il 3,0% di stagno, che sembra rappresentare una lega di stagno. Questa è una prova molto precoce della lega rame-stagno nell'Asia sudoccidentale.
Un sito correlato è Tal-i Iblis, dove è stata attestata anche la prima metallurgia.

## Tracce scritte
Al periodo IVC appartengono sei tavolette proto-elamiche che sono state recuperate. Inoltre, ottantaquattro tavolette vuote indicano che a Yahya si praticava la scrittura. Questi reperti sono simili alle scoperte di Susa Cb e Sialk IV.
Inoltre, è stato trovato un oggetto simile a uno stilo per scrivere.

## Konar Sandal
Konar Sandal si trova a 89 km a nord di Yahya ed è culturalmente simile. Entrambe le città commerciavano con la Mesopotamia. Secondo l'archeologo Massimo Vidale, nell'area sono stati trovati pesi, sigilli e perle di corniola incise della Civiltà della valle dell'Indo, a dimostrazione delle connessioni tra queste due culture.